# یوایچی کوتابه
یوایچی کوتابه (انگلیسی: Yōichi Kotabe; ۱۵ سپتامبر ۱۹۳۶ – ) پویانما، مانگاکا، و تصویرگر اهل ژاپن بود.